# Steven Bernstein
Steven Bernstein (Washington D.C., 8 oktober 1961) is een Amerikaanse jazztrompettist, orkestleider, componist en arrangeur.

## Biografie
Bernstein werkte aanvankelijk in de band van Karen Mantler. Vanaf 1989 werd hij bekend als muzikaal directeur van John Luries band Lounge Lizards. Tijdens zijn tienjarige lidmaatschap van de band schreef hij de arrangementen van o.a. Get Shorty, Clay Pigeons en Fishing With John. In 1992 nam hij als co-leader van het trio Spanish Fly (met David Tronzo en Marcus Rojas) het eerste album met deze band op. Hij produceerde de muziek voor de film Kansas City van Robert Altman (1996) en dirigeerde de Kansas City Big Band, waartoe David 'Fathead' Newman, Don Byron, James Carter, Christian McBride en Nicholas Payton behoorden.
In 1995 richtte Bernstein samen met Briggan Krauss, Tony Scherr en Kenny Wollesen de band Sex Mob op, die wereldwijd optrad en wiens album Sexotica 2006 werd genomineerd voor een Grammy Award voor «Best Contemporary Jazz Album». Zijn eigen bandproject Diaspora Soul combineert klezmer-melodieën met Cubaanse ritmes. In 1999 richtte hij het Millennial Territory Orchestra (MTO) op, wiens debuutalbum in 2006 werd uitgebracht. Bernstein was vanaf 2004 tot de dood van de orkestleider lid van de Levon Helm Band en speelde op de albums Electric Dirt en Ramble at the Ryman, die een Grammy wonnen in 2010 en 2012. Samen met Henry Butler, met wie hij in 1998 optrad in de film Kansas City van Robert Altman, leidde hij samen een Hot 9, waartoe ook Peter Apfelbaum, Reginald Veal en Herlin Riley (Viper's Drag, 2013) behoorden.
Bernstein schreef het arrangement voor het album Unspeakable van Bill Frisell, dat in 2004 een Grammy won en arrangeerde ook voor muzikanten als Lou Reed, Rufus Wainwright, Darlene Love, Elton John en het album The Legendary Marvin Pontiac: Greatest Hits. Als sideman werkte hij o.a. met Aretha Franklin, Marianne Faithfull, Linda Ronstadt, David Murray, David Berger, Sting, Medeski, Martin & Wood, Courtney Love, Ryuichi Sakamoto, Don Byron, Karl Berger en Mocean Worker. Zijn discografie als sideman omvat meer dan honderd albums.
Bernstein speelt voornamelijk schuiftrompet.

## Discografie
- 1999: Diaspora Soul met Peter Apfelbaum, Mike Blake, Briggan Krauss, Brian Mitchell, E.J. Rodriguez, Robert Rodriguez, Tony Scherr, Paul Shapiro
- 2002: Diaspora Blues met Sam Rivers, Anthony Cole, Doug Mathews
- 2004: Diaspora Hollywood met Dick Akright, D.J. Bonebrake, Pablo Calogero, Danny Frankel, David Piltch
- 2005: Big Four Live
- 2006: MTO, Vol. 1 met Ben Allison, Peter Apfelbaum, Charles Burnham, Clark Gayton, Erik Lawrence, Ben Perowsky, Doug Wamble, Doug Wieselman
- 2008: Diaspora Suite met Peter Apfelbaum, Nels Cline, Jeff Cressman, Josh Jones, John Schott
- 2008: We Are MTO met Ben Allison, Peter Apfelbaum, Charles Burnham, Clark Gayton, Erik Lawrence, Ben Perowsky, Doug Wamble, Doug Wieselman